# Aubin (Luy de Béarn)
Der Aubin ist ein Fluss in Frankreich, der im Département Pyrénées-Atlantiques in der Region Nouvelle-Aquitaine verläuft. Er entspringt im Gemeindegebiet von Cescau, entwässert generell in nordwestlicher Richtung und mündet nach rund 23 Kilometern im Gemeindegebiet von Lacadée als linker Nebenfluss in den Luy de Béarn.

## Orte am Fluss
(Reihenfolge in Fließrichtung)
- Casteide-Cami
- Doazon
- Castillon
- Hagetaubin
- Lacadée